# J.R. Rotem
J.R. Rotem, de son vrai nom Jonathan Reuven Rotem, né le 1er septembre 1975 à Johannesbourg, est un producteur de hip-hop et RnB sud-africain. Il commence très tôt la musique et apprend très vite à jouer du piano. Il produit ensuite pour de grands noms du rap, du RnB et de la pop tels que The Game, Rihanna, Leona Lewis, Britney Spears, Destiny's Child, Snoop Dogg, Rohff, 50 Cent, et même pour Paris Hilton. Jonathan Rotem travaille notamment en collaboration avec Dr. Dre pour le label de ce dernier, Aftermath Entertainment. En 2006, J.R. Rotem lance son propre label de musique, Beluga Heights Records, sur lequel il signe Sean Kingston, son premier artiste.

## Biographie

### Jeunesse
Rotem, de confession juive, est né en Afrique du Sud en 1975 de parents israéliens. Il emménage à Toronto, au Canada, à l'âge de deux ans, puis à Moraga, en Californie, aux États-Unis, à 12 ans,,. Rotem s'implique pour la première fois dans la musique en jouant du piano très jeune. Au Berklee College of Music de Boston, il étudie les bandes-son et la composition de jazz,.

### Carrière
Rotem cite la chanson Fancy de Destiny's Child, issu de leur album Survivor, comme son premier gros succès, et comme la chanson qui convaincra le jeune producteur de poursuivre sa carrière de producteur. Néanmoins, il n'obtient pas le succès escompté en l'espace de quatre ans. Il retrouve le succès, par le biais de son ami Evan Bogart, lorsqu'il attire l'attention de Zach Katz, l'ancien agent artistique de Rakim et de nombreux producteurs et artistes signés chez Aftermath, Shady et G-Unit. Rotem explique : « L'un de mes premiers objectifs pendant des années a été de rencontrer un agent ayant une bonne réputation et avec des liens qui permettront de faire connaître ma musique au public. »
Rotem obtient le succès sur la chanson Position of Power de 50 Cent, publiée en 2005. En 2006, avec Katz et son frère Tommy, Rotem lance son propre label discographique, Beluga Heights, signant un accord de coentreprise avec Epic Records. Sean Kingston, un jeune artiste originaire de Miami, devient le premier signé au label. Le premier album homonyme de Kingston compte plus de 2 millions d'exemplaires vendus, et 10 millions de singles vendus à l'international. Rotem lance aussi sa société d'édition sous Beluga Heights umbrella, et signe Evan « Kidd » Bogart. Sous une nouvelle coentreprise avec Warner Bros. Records, le label signe le musicien pop Jason Derülo.
En 2009, Rotem est récompensé dans la catégorie de « producteur de l'année » aux BMI Awards. En 2011, il est de nouveau récompensé, cette fois dans la catégorie d'« auteur-compositeur de l'année » aux côtés de Lady Gaga et Derülo.
J.R. Rotem collabore avec Pulse Management, une division de Pulse Recording. En 2015, Rotem travaille aux côtés de Ne-Yo et Timbaland sur la série Empire diffusée sur la chaîne américaine Fox.

## Discographie

### Production
- 2004 : Fabolous - Real Talk : Can you hear me (feat. Paul Cain & Nate Dogg)
- 2004 : Snoop Dogg - R&G (Rhythm & Gangsta): The Masterpiece : Bang Out
- 2004 : Rohff - La Fierté des nôtres : Ça fait plaisir (feat. Intouchable)
- 2004 : Rohff - La Fierté des nôtres : Charisme (feat. Wallen)
- 2004 : Rohff - La Fierté des nôtres : Apparences trompeuses (feat. Wallen)
- 2004 : Rohff - La Fierté des nôtres :  Pétrole (feat. Kayna Samet)
- 2005 : Rohff - Au-delà de mes limites : La Puissance
- 2005 : Rohff - Au-delà de mes limites : Dis mon nom
- 2005 : Rohff - Au-delà de mes limites : Personne (feat. Humphrey)
- 2005 : Rohff - Au-delà de mes limites : Trop dangereux
- 2005 : Lil' Kim - The Naked Truth : Last Day, Whoa
- 2005 : 50 Cent - The Massacre : Position of Power, So Amazing (feat. Olivia)
- 2005 : Tony Yayo - Thoughts of A Predicate Felon : We Don't Give a Fuck (feat. Lloyd Banks, Olivia & 50 Cent)
- 2006 : Rick Ross - Port of Miami : Push It
- 2006 : Rihanna - A Girl Like Me : SOS (Rescue Me)
- 2006 : The Game - Doctor's Advocate : California Vacation (ft. Snoop Dogg & Xzibit), Doctor's Advocate (feat. Busta Rhymes)
- 2006 : Lil' Scrappy - Bred 2 Die Born 2 Live : Livin' In The Projects
- 2006 : Mobb Deep - Blood Money : In Love With The Moula
- 2006 : Obie Trice - Second Round's On Me : 24's, Ghetto, Mama, Obie Story
- 2007 : Chamillionaire - Ultimate Victory : Hip Hop Police (feat. Slick Rick), Industry Groupie
- 2007 : Freeway - Free at Last : Take It To The Top (feat. 50 Cent)
- 2007 : Plies - The Real Testament : 1 Mo Time, Friday, I Am The Club
- 2007 : Rihanna - Good Girl Gone Bad : Push Up On Me
- 2007 : Sean Kingston - Sean Kingston (album entier)
- 2007 : Britney Spears - Blackout (Itunes titre bonus) : Everybody
- 2007 : Soprano - Puisqu'il faut vivre : À la Bien
- 2008 : M. Pokora - MP3 : Treason
- 2008 : The Game - L.A.X. : LAX Files, State of Emergency (ft. Ice Cube), Gentleman's Affair (feat. Ne-Yo)
- 2008 : Vanessa Hudgens - Identified : Sneakernight
- 2008 : Rohff - Le Code de l'horreur : Hysteric love (feat. Amel Bent)
- 2008 : Rohff - Le Code de l'horreur : Le virus
- 2009 : Sean Kingston - Tomorrow (album entier)
- 2010 : Jason Derülo - Jason Derülo (album entier)
- 2010 : Jena Lee - Ma référence : US Boy
- 2010 : Iyaz - Replay (album entier)
- 2010 : Nicki Minaj - Pink Friday : Fly (feat. Rihanna), Girls Fall Like Dominoes (titre bonus)
- Proof - Time Will Tell : Give Me A Sign
- 2011 : Mann featuring 50 Cent : Buzzin'
- 2011 : Nicki Minaj featuring Rihanna - Fly
- 2011 : Nicki Minaj - Girls Fall Like Dominoes'
- 2012 : Maroon 5 - Wipe Your Eyes
- 2013 : Jessica Sanchez - Don't Come Around
- 2013 : Sean Kingston - Bomba, Ordinary Girl
- 2014 : Mike Jay featuring YG & Too $hort - For a Week
- 2014 : Fall Out Boy - Centuries
- 2015 : Fifth Harmony - Like Mariah
- 2015 : Gwen Stefani - Used to Love You
- 2016 : Panic! at the Disco : Don't Threaten Me with a Good Time
- 2016 : Rick Ross 	: Freedom, Can't Say No (feat. Mariah Carey)
- 2016 : Charlie Puth - Dangerously
- 2016 : Gwen Stefani : Naughty, Red Flag, Getting Warmer, Rocketship, War Paint, Me Without You, Splash, Obsessed, Loveable